# Лебедев, Никифор Дмитриевич
Никифор Дмитриевич Лебедев (1799—1855) — русский врач, адъюнкт по кафедре истории и литературы медицины в Московском университете, доктор медицины, статский советник.

## Биография
Родился 13 (24) марта 1799 года в селе Орлов Городок Бежецкого уезда Тверской губернии в семье священника. Выучившись дома начальной грамоте, он в 1809 году поступил в Бежецкое духовное училище, а оттуда в 1815 году перешёл в Тверскую семинарию. В 1818 году Лебедев переехал в Москву и поступил на медицинский факультет Московского университета, который окончил в 1825 году со званием лекаря 1-го отделения. Был оставлен при университете для получения степени доктора в должности лекаря. В том же году защитил диссертацию «De natura imponderabilium in gеnere et de viribus vitalibus in specie» и был назначен помощником инспектора казеннокоштных студентов. Одновременно преподавал на медицинском факультете историю и литературу медицины (1825—1835). В 1826 году он был назначен врачом при типографии Московского университета, в следующем году утверждён адъюнктом университета, а в 1828 году адъюнктом Московской медико-хирургической академии. Затем в 1830 году Лебедев занимал должность секретаря Врачебного отделения, принимал участие в борьбе с холерой в Москве.
В 1840 году он был определён главным врачом от медицинского департамента для страховых операций со скотом в Москве. Состоял членом Императорского московского общества сельского хозяйства.
Никифор Лебедев известен как один из первых русских историков медицины. Он издал первый учебник по истории медицины. Лебедев подчёркивал, что «история — не биография и не библиография, существенно не состоит ни в простом жизнеописании славнейших врачей, ни в сухом вычислении, оценке всех их творений, но в поучительном исследовании происхождения и перемен врачебной науки».

## Сочинения
- О природе невесомых вообще и жизненных силах в частности. — М., 1825
- Краткая история медицины. — М., 1827
- Изложение учения о раздражительности. — М., 1833